# Shane Gould
Shane Elizabeth Gould, później Innis i Nelms (ur. 23 listopada 1956 w Sydney) – australijska pływaczka specjalizująca się w stylu dowolnym i stylu zmiennym, trzykrotna mistrzyni olimpijska z Monachium.

## Kariera pływacka
Podczas igrzysk olimpijskich w 1972 roku zdobyła w wyścigach kraulem cztery medale: złote na dystansie 200 i 400 m, srebrny na 800 i brązowy na 100 m. Trzeci złoty krążek wywalczyła na dystansie 200 m stylem zmiennym. W każdym ze zwycięskich wyścigów biła rekordy świata, a we wrześniu 1972 należały do niej najlepsze wyniki na wszystkich dystansach w stylu dowolnym, od 100 do 1500 m.
Zawodową karierę zakończyła rok po igrzyskach, w wieku 16 lat.

## Odznaczenia
- Order Australii, 2018
- Order Imperium Brytyjskiego V klasy (MBE), 1981[2]
- Srebrny Order Olimpijski, 1994

## Ciekawostki
Podczas igrzysk olimpijskich w Monachium amerykańskie pływaczki, aby dodać sobie pewności siebie przed wyścigami z udziałem Gould, nosiły koszulki z napisem odnoszącym się do jej nazwiska (All that glitters is not Gould), będącym grą słów wykorzystującą popularne przysłowie: nie wszystko złoto, co się świeci (ang. All that glitters is not gold).
W 2018 roku Gould wzięła udział w australijskiej wersji reality show Survivor (w Polsce emitowanym pod nazwami Wyprawa Robinson i Wyspa Przetrwania).